# Creu de terme de Cóll
La Creu de terme de Cóll és una creu de terme situada a l'antic camí que anava de Cóll a Vilaller (Alta Ribagorça).
És una creu d’una sola peça de pedra tallada, amb un forat rodó al mig.